# Peniocereus striatus
Peniocereus striatus ist eine Pflanzenart in der Gattung Peniocereus aus der Familie der Kakteengewächse (Cactaceae). Das Artepitheton striatus stammt aus dem Lateinischen, bedeutet ‚streifig‘ und verweist auf längsgetreiften Triebe der Art. Spanische Trivialnamen sind „Cardoncillo“, „Jacamatraca“ und „Sacamatraca“.

## Beschreibung
Peniocereus striatus wächst strauchig mit zahlreichen, lianenartigen Trieben und erreicht Wuchshöhen von bis zu 1 Meter. Die ockerfarbenen Wurzeln sind knollenförmige Büschel und weisen eine Länge von 30 bis 40 Zentimeter auf. Die bräunlich grünen bis graugrünen, sehr schlanken, aufrechten oder fast aufrechten Triebe sind bis zu 100 Zentimeter lang und weisen einen Durchmesser von bis zu 6 Millimeter auf. Es sind sechs bis neun schmale und niedrige Rippen vorhanden. Von den zwei weißen, geraden, abwärts gerichteten und bis zu 3 Millimeter langen Mitteldornen sind einige dunkler gespitzt. Die neun bis zehn geraden, weißlichen Randdornen liegen an der Trieboberfläche an.
Die rötlich purpurfarbenen Blüten sind meist tagsüber geöffnet. Sie sind 7,5 bis 15 Zentimeter lang und erreichen Durchmesser von 5,5 bis 7,5 Zentimeter. Ihr bewolltes Perikarpell und die Blütenröhre sind mit borstenartigen Dornen besetzt. Die birnenförmigen, leuchtend roten Früchte erreichen eine Länge von bis zu 4 Zentimeter und enthalten ein rotes Fruchtfleisch.

## Verbreitung, Systematik und Gefährdung
Peniocereus striatus ist in den mexikanischen Bundesstaaten Baja California Sur, Sinaloa und Sonora in Höhenlagen von 0 bis 400 m verbreitet.
Die Erstbeschreibung als Cereus striatus erfolgte 1891 durch Townshend Stith Brandegee. Franz Buxbaum stellte die Art 1975 in die Gattung Peniocereus. Weitere nomenklatorische Synonyme sind Wilcoxia striata (Brandegee) Britton & Rose (1909) und Neoevansia striata (Brandegee) Sánchez-Mej. (1973). Taxonomische Synonyme sind Cereus diguetii F.A.C.Weber (1895), Wilcoxia diguetii (F.A.C.Weber) Diguet & Guillaumin (1928), Neoevansia diguetii (F.A.C.Weber) W.T.Marshall (1941) und Peniocereus diguetii (F.A.C.Weber) Backeb. (1951).
In der Roten Liste gefährdeter Arten der IUCN wird die Art als „Least Concern (LC)“, d. h. als nicht gefährdet geführt.

## Nutzung
Peniocereus striatus wird von den Seri medizinisch genutzt.

## Nachweise

## Weiterführende Literatur
- Greta Anderson, Sue Rutman, Seth M. Munson: Plant Population and Habitat Characteristics of the Endemic Sonoran Desert Cactus Peniocereus striatus in Organ Pipe Cactus National Monument, Arizona. In: Madroño. Band 57, Nummer 4, 2010, S. 220–228, DOI:10.3120/0024-9637-57.4.220.